# Antoine Le Menestrel
Pour les articles homonymes, voir Le Menestrel.
Antoine Le Menestrel, né le 13 avril 1965, est un grimpeur, danseur, chorégraphe et auteur français. Après avoir pratiqué l'escalade à haut niveau sportif, il est devenu danseur de façade.
Il est le frère de Marc Le Menestrel et tous deux sont connus pour avoir souvent officié ensemble dans le milieu de l'escalade. Ils ont par ailleurs tous les deux signé le manifeste des 19, un texte rejetant la compétition d'escalade.

## Biographie
Il a été le premier ouvreur international de compétition et a contribué à faire reconnaître ce métier. Il a ouvert des voies d'un niveau 8 et a également escaladé en solo intégral Revelation la voie la plus dure d'Angleterre. Avec Laurent Jacob, Jean-Baptiste Tribout, Fabrice Guillot et Marc Le Menestrel, ils forment le « gang des Parisiens ».
Depuis 1992, il est chorégraphe et danseur dans la compagnie Lézards Bleus qui présente des spectacles aériens (danse-escalade). En 1996, il crée le spectacle « Issue de secours » sur les façades de la friche minière du 11/19 à Loos-en-Gohelle et participe à l'implantation de Culture Commune-Scène Nationale du Bassin minier du Pas-de-Calais. En 2000, pour le festival Les Hivernales d'Avignon, il crée « Service à tous les étages » sur la façade de l'opéra d'Avignon et confirme la pratique de la danse de façade. En 2005, il crée « L'Aimant » pour le festival Danse à Aix qui implique les habitantes à leurs fenêtres. En 2008, il réalise son rêves en collaborant avec l'artiste associés du Festival d'Avignon Roméo Castellucci, il grimpe la façade de la cour d'honneur du palais des papes pour la création « Inferno ». En 2009, dans le cadre de l'opération Marché Commun, il crée un spectacle poétique et engagé « la Bourse ou la vie? ». Il est aussi initiateur pédagogique pour la F.A.I.A.R.. Sa pédagogie passe par l’acte créatif, il invente le spectacle « Bâtisseurs de rêves ».

## Ascensions notables

### Ouverture
| Nom                               | Site            | Date         | Commentaires           |
| --------------------------------- | --------------- | ------------ | ---------------------- |
| Le cœur est un chasseur solitaire | Mouriès, France | 1983         | 8a                     |
| Elixir de violence                | Buoux, France   | 1983         | 8a                     |
| La Rose et le Vampire             | Buoux, France   | octobre 1985 | 8b                     |
| La Rage de Vivre                  | Buoux, France   | avril 1986   | Le premier 8b+Français |
| Il était une voie                 | Buoux, France   | mars 1991    | 8c                     |
| Bout'chou                         | Buoux, France   | 2002         | 8b/8c                  |

### Solo
| Nom        | Site                  | Date        | Commentaires |
| ---------- | --------------------- | ----------- | ------------ |
| Revelation | Raven Tor, Angleterre | 8 aout 1985 | 8a+          |

### À vueouaprès travail
| Nom       | Site                | Date          | Commentaires                     |
| --------- | ------------------- | ------------- | -------------------------------- |
| Le Bidule | Saussois, France    | février 1983  | 8a +après travail 2ème ascension |
| Geth      | -, Allemagne        | juillet 1984  | 7cà vue                          |
| Exinoxe   | -, États-Unis       | décembre 1984 | 7cà vue                          |
| Ravage    | Chuenisberg, Suisse | juillet 1986  | le deuxième 8b/8c, après travail |
| Samizdat  | Cimaï, France       | juin 1987     | le premier 8a, à vue             |

## Publication
- Folambule : Les confessions d'un grimpeur étoile  (préf. Denis Lavant), Paulsen, 2024, 192 p. (ISBN 978235221-5134).